# Марк-Андре Гронден
Марк-Андре Гронде́н (фр. Marc-André Grondin; нар. 11 березня 1984, Монреаль, Канада) — канадський актор кіно та телебачення. Лауреат французької кінопремії Сезар як найперспективніший актор за роль у фільмі «Перший день життя, що залишилося» .

## Біографія
Марк-Андре Гронден народився 11 березня 1984 року в Монреалі. Його батько — радіо-ведучий Квебеку Деніс Гронден. Мати має мексиканські корені. У Марка-Андре є старший брат Матьє Гронден. Акторську кар'єру начал у трирічному віці в рекламі апельсинового соку. Дебют в кіно відбувся рано: першу свою роль він зіграв у віці семи років у фільмі 1991 року «Нелліган» (Nelligan).

## Кар'єра
Міжнародна популярність до актора прийшла з роллю у фільмі «C.R.A.Z.Y.» де Марк-Андре зіграв молодого квебекського гомосексуала Захарі Больє, сексуальна орієнтація якого відкидається батьком — прибічником католицизму і традиційних цінностей. Ця роль розкрила талант молодого актора. За роботу у цій стрічці він отримав приз на Міжнародному кінофестивалі у Ванкувері в номінації «Найкращий актор у канадському фільмі» і премію «Jutra Awards» на Монреальському кінофестивалі.
Роль Рафаеля Дюваля у драмі «Перший день життя, що залишилося» (фр. Le premier jour du reste de ta vie), принесла Грондену нагороду «Сезар» як найперспективнішому молодому акторові. У 2010 році на екрани вийшов фільм «Хамелеон», у якому Марк-Андре Гронден виконав роль французького серійного самозванця і пройдисвіта Фредеріка Бурдена. Критики розійшлися у своїх оцінках цієї ролі актора, стрічка була ними сприйнята в основному прохолодно. Деякі з них визнали образ Бурдена непереконливим, а гру Марка-Андре Грондена слабкою. Інші ж, навпаки, вважали цю його акторську роботу блискучої.
У 2015 році Марка-Андре Грондена було номіновано на премію Canadian Screen Awards за роль другого плану у фільмі «Ти спиш, Ніколь» (фр. Tu dors Nicole). Фільм також претендував на нагороди в категоріях «Найкращий фільм», «Найкращий режисер», «Найкращий сценарій», «Найкраща жіноча роль» та «Найкраща жіноча роль другого плану».

## Фільмографія
| Рік       |    | Українська назва                 | Оригінальна назва                  | Роль                      |
| --------- | -- | -------------------------------- | ---------------------------------- | ------------------------- |
| 1990—2005 | с  |                                  | Watatatow                          | Карл                      |
| 1991      | ф  | Нелліган                         | Nelligan                           | дитина біля собору        |
| 1992      | ф  | Моя сестра, моя любов            | Ma soeur, mon amour                | Джером                    |
| 1992      | ф  | Вікна                            | La fenêtre                         | дитина                    |
| 1993—1996 | с  | Відважні                         | Les intrépides                     | Нелліто                   |
| 1994      | ф  | Богоявлення                      | La fête des rois                   | Бенджамін                 |
| 1995      | кф | Чарівна квітка                   | Les fleurs magiques                | Діджей                    |
| 2005      | ф  | C.R.A.Z.Y.                       | C.R.A.Z.Y.                         | Зак Больє                 |
| 2006      | ф  | Прекрасне чудовисько             | La belle bête                      | Патрік                    |
| 2007      | тф | Паперові змії                    | Les cerfs-volants                  |                           |
| 2008      | ф  | Че: Частина друга                | Che: Part Two                      | Режис Дебре               |
| 2008      | ф  | Перший день життя, що залишилося | Le premier jour du reste de ta vie | Рафаель Дюваль            |
| 2008      | ф  | Прощальний букет                 | Bouquet final                      | Габріель                  |
| 2009      | ф  | Будинок на вулиці В'язів         | 5150, Rue des Ormes                | Яннік                     |
| 2010      | ф  | Автобус Палладіум                | Bus Palladium                      | Лукас                     |
| 2010      | ф  | Хамелеон                         | The Chameleon                      | Фредерік Фортен / Ніколас |
| 2010      | ф  | Той, що не викликає підозр       | Insoupçonnable                     | Сем                       |
| 2010      | кф | Ворожі лінії                     | Les lignes ennemies                |                           |
| 2011      | ф  | Майк                             | Mike                               | Майк                      |
| 2011      | ф  | Викидайло                        | Goon                               | Ксав'є Лефлемм            |
| 2011      | ф  | Чуже щастя                       | Le bonheur des autres              | Домінік Самсон            |
| 2011      | ф  | Справа Дюмон                     | L'affaire Dumont                   | Мішель Дюмон              |
| 2012      | ф  | Людина, яка сміється             | L'homme qui rit                    | Гуїнплен                  |
| 2014      | ф  | Ти спиш, Ніколь                  | Tu dors Nicole                     | Ремі Ґаґнон               |
| 2015      | ф  | Модна штучка                     | After the ball                     | Деніел                    |
| 2015      | ф  | Чистота                          | Spotless                           | Жан Бастьєр               |
| 2015      | мф | Авріл і підробний світ           | Avril et le monde truqué           | Джуліус, озвучування      |
| 2016      | ф  | Викидайло 2                      | Goon: Last of the Enforcers        | Ксав'є ЛаФламм            |

## Визнання

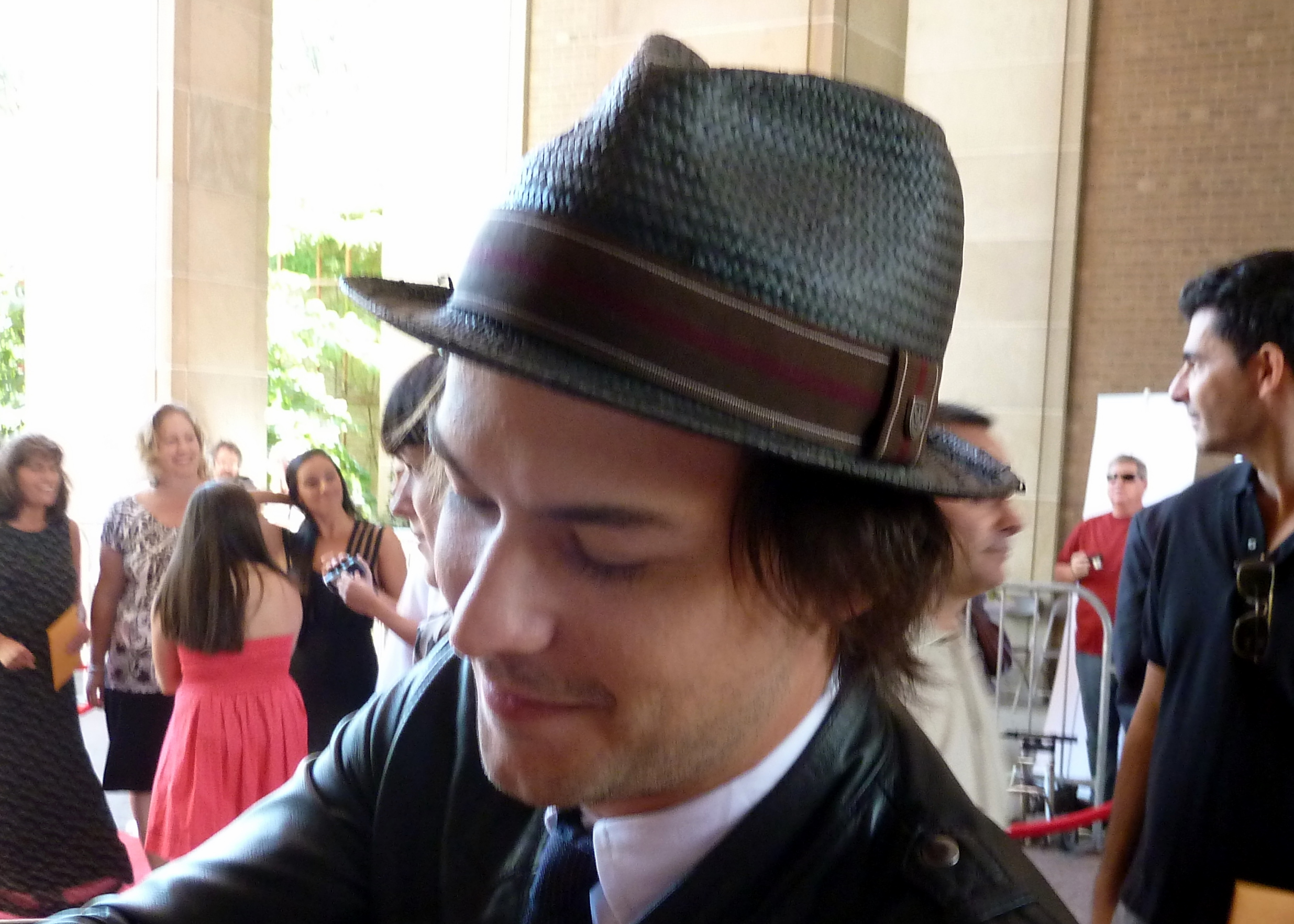
М.-А. Гронден на Кінофестивалі в Торонто, 2011

| Товариство кінокритиків Ванкувера |                                                  |                                  |           |
| 2006                              | Найкращий актор                                  | C.R.A.Z.Y.                       | Перемога  |
| 2015                              | Найкращий актор друго плану в канадському фільмі | Ти спиш, Ніколь                  | Перемога  |
| Премія Жютра                      |                                                  |                                  |           |
| 2006                              | Найкращий актор                                  | C.R.A.Z.Y.                       | Перемога  |
| 2013                              | Найкращий актор                                  | Справа Дюмон                     | Номінація |
| Премія «Сезар»                    |                                                  |                                  |           |
| 2009                              | Найперспективніший актор                         | Перший день життя, що залишилося | Перемога  |